# Barni (Lombardei)
Barni ist ein Dorf mit 588 Einwohnern (Stand 31. Dezember 2023) in der italienischen Provinz Como in der Region Lombardei.

## Geographie
Barni liegt nahe dem Lago di Como. Die Nachbargemeinden sind Lasnigo, Magreglio, Oliveto Lario (LC) und Sormano.

## Geschichte
Barni war Mitglied der allgemeinen Gemeinschaft von Valassina im Herzogtum Mailand. Im Jahr 1441 wurde das Tal zusammen mit der Pfarrkirche von Incino von Herzog Filippo Maria Visconti an die Grafen Dal Verme als Lehen vergeben. Mit einer Anweisung vom 1. Januar 1469 wurde es zunächst von Herzog Galeazzo Maria Sforza an Tomaso Tebaldi von Bologna belehnt und mit einer weiteren Anweisung vom 16. Juni 1533 an Senator Francesco Sfondrati verliehen. Im "Compartimento territoriale specificante le cassine" von 1751 erscheint Barni immer in der Valassina, im Herzogtum Mailand (1751). Aus den Antworten auf die 45 Fragen der Volkszählung von 1751 geht hervor, dass die Gemeinde mit 340 Einwohnern an den "Grafen der Riviera" belehnt war, an den sie eine jährliche Summe von 15,15 Lire zahlte. Die Gemeinde hatte eine Nachbarschaft, die sich auf dem öffentlichen Platz traf. Alle drei Jahre wählte er einen Stellvertreter, der mit der Verwaltung und Pflege der Kleingärten betraut wurde. Es hatte auch einen Kanzler, der ein jährliches Gehalt erhielt und mit der Aufbewahrung der in einer Truhe aufbewahrten öffentlichen Dokumente betraut war. Nur ein einziger Steuereinnehmer war für die Erhebung der Steuern und die Bezahlung der Ausgaben zuständig, und er wurde alle drei Jahre durch eine öffentliche Versteigerung gewählt. Die Gemeinde unterstand der Gerichtsbarkeit des feudalen Podestà mit einem Prätorium in Asso, der zusammen mit den anderen Gemeinden des Tals ein jährliches Gehalt bezog. Der Konsul musste dem Podestà jährlich einen Eid in den Händen seines Aktuars schwören. Barni ist auch im "Verzeichnis der Pfarreien und Gemeinden des Staates Mailand" von 1753 aufgeführt, das noch zum Herzogtum Mailand gehörte (1753).
Nach dem vorübergehenden Zusammenschluss der lombardischen Provinzen mit dem Königreich Sardinien wurde die Gemeinde Barni mit 338 Einwohnern, die von einem 15-köpfigen Gemeinderat und einem 2-köpfigen Stadtrat verwaltet wird, auf der Grundlage der durch das Gesetz vom 23. Oktober 1859 festgelegten Gebietsaufteilung in den Bezirk VI von Canzo, Bezirk III von Lecco, Provinz Como, eingegliedert. Bei der Gründung des Königreichs Italien im Jahr 1861 hatte die Gemeinde 340 Einwohner (Volkszählung 1861). Nach dem Gemeindegesetz von 1865 wurde die Gemeinde von einem Bürgermeister, einer Junta und einem Rat verwaltet. Im Jahr 1867 wurde die Gemeinde in denselben Bezirk, Kreis und dieselbe Provinz eingegliedert (Verwaltungsbezirk 1867). Im Jahr 1924 wurde die Gemeinde in den Bezirk Lecco der Provinz Como eingegliedert. Nach der Gemeindereform von 1926 wurde die Gemeinde von einem Podestà verwaltet.
Im Jahr 1927 wurde die Gemeinde Barni mit der Gemeinde Civenna zusammengelegt (R. D. 17. November 1927, n. 2222). Im Jahr 1950 wurde die autonome Gemeinde Barni durch Abtrennung ihres Gebiets von der Gemeinde Civenna neu gebildet (Gesetz Nr. 113 vom 13. März 1950). Nach dem geltenden Gesetz über die kommunale Organisation wurde die Gemeinde von einem Bürgermeister, einer Junta und einem Rat verwaltet. Im Jahr 1971 hatte die Gemeinde Barni eine Fläche von 593 Hektar.

## Bevölkerung
| Jahr      | 1861 | 1881 | 1891 | 1901 | 1911 | 1921 | 1931 | 1951 | 1961 | 1971 | 1981 | 1991 | 2001 | 2011 | 2021 |
| Einwohner | 340  | 370  | 388  | 414  | 406  | 479  | 461  | 438  | 361  | 392  | 401  | 434  | 502  | 597  | 563  |

## Sehenswürdigkeiten
- Pfarrkirche San Pietro[2]
- Kirche dell’Annunciazione[3]